# Криворожский ботанический сад
Криворожский ботанический сад НАН Украины (укр. Криворізький ботанічний сад НАН України) — государственное научно-исследовательское учреждение в составе Национальной академии наук Украины.

## История
Первоначальное решение о создании ботанического сада в Кривом Роге (Криворожского опорного пункта Донецкого ботанического сада) было принято президиумом Академии наук Украинской ССР в декабре 1972 года и утверждено в 1975 году. В 1980 году под будущий ботанический сад был выделен земельный участок площадью 52,4 га. В соответствии с распоряжением № 115 президиума Академии наук УССР от 25 июня 1981 года «О создании криворожского отделения Донецкого ботанического сада» начались работы по его созданию, само отделение было открыто в 1989 году.
В 1983 году ботанический сад возглавила Антонина Ефимовна Мазур.
20 мая 1992 года Президиум Академии наук Украины принял постановление № 144 «О создании на базе криворожского отделения Донецкого ботанического сада самостоятельного учреждения в системе Академии наук Украины — Криворожского ботанического сада».

## Характеристика
Ботанический сад расположен на левом склоне Приворотной балки.
Отделы:
- оптимизации техногенных ландшафтов;
- интродукции и акклиматизации растений;
- природной флоры;
- физиологии растений и биологии почв;
- разведение растений для последующей их высадки в грунт на территории парков, аллей, озеленения отвалов карьеров (на это были выделены средства из природоохранных фондов).

### Коллекция

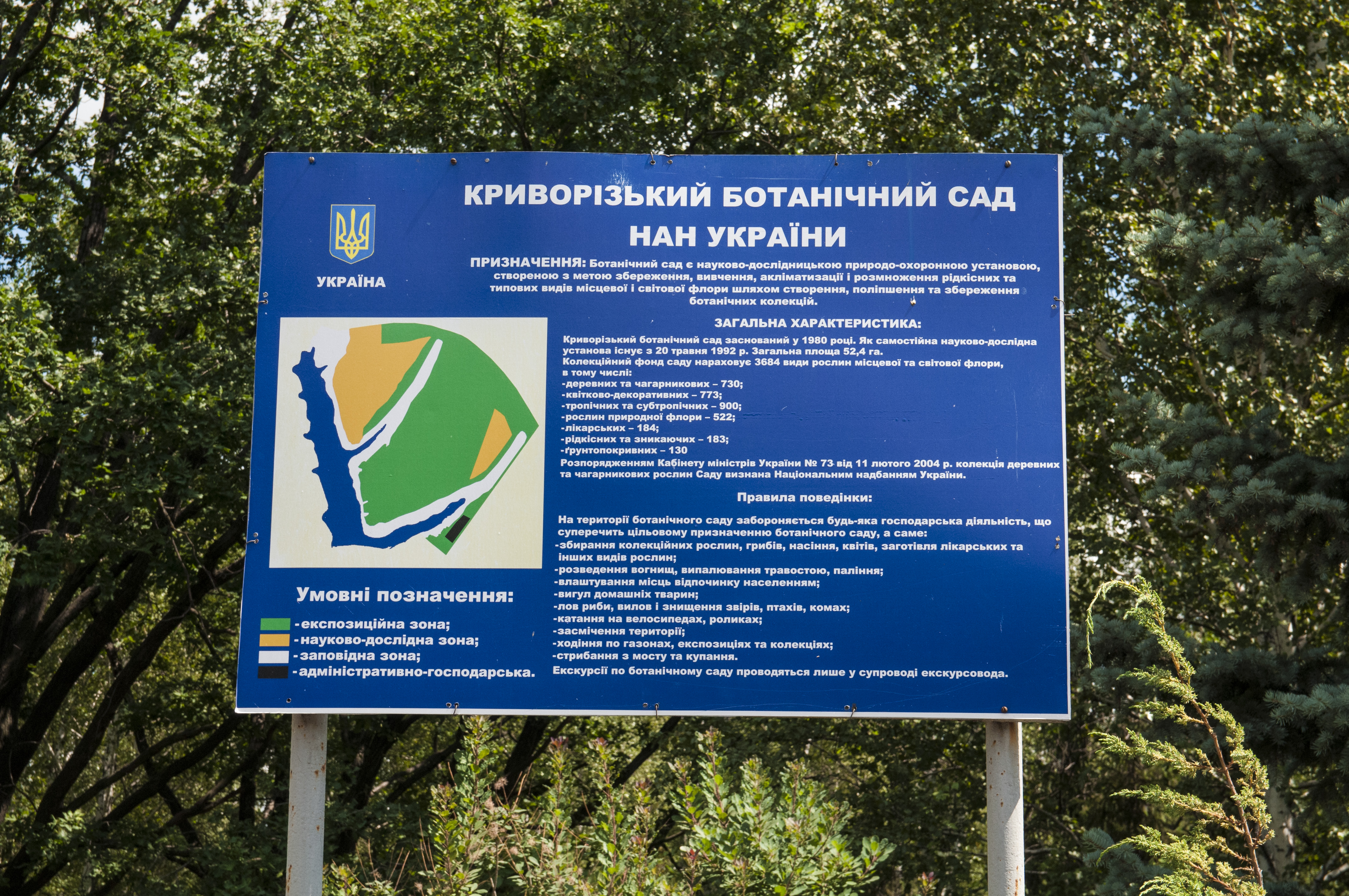
Информационный щит и путеводитель по ботаническому саду

Коллекционный фонд Криворожского ботанического сада составляет:
- древесных и кустарниковых растений — 665 видов и форм, 120 сортов;
- цветочно-декоративных — 811 видов, форм и сортов;
- тропических и субтропических — 890 таксонов;
- лекарственных — 170 видов;
- редких и исчезающих — 165 видов;
- почвопокрывающих — 124 вида;
- растений естественной флоры — 520 видов.

## Галерея

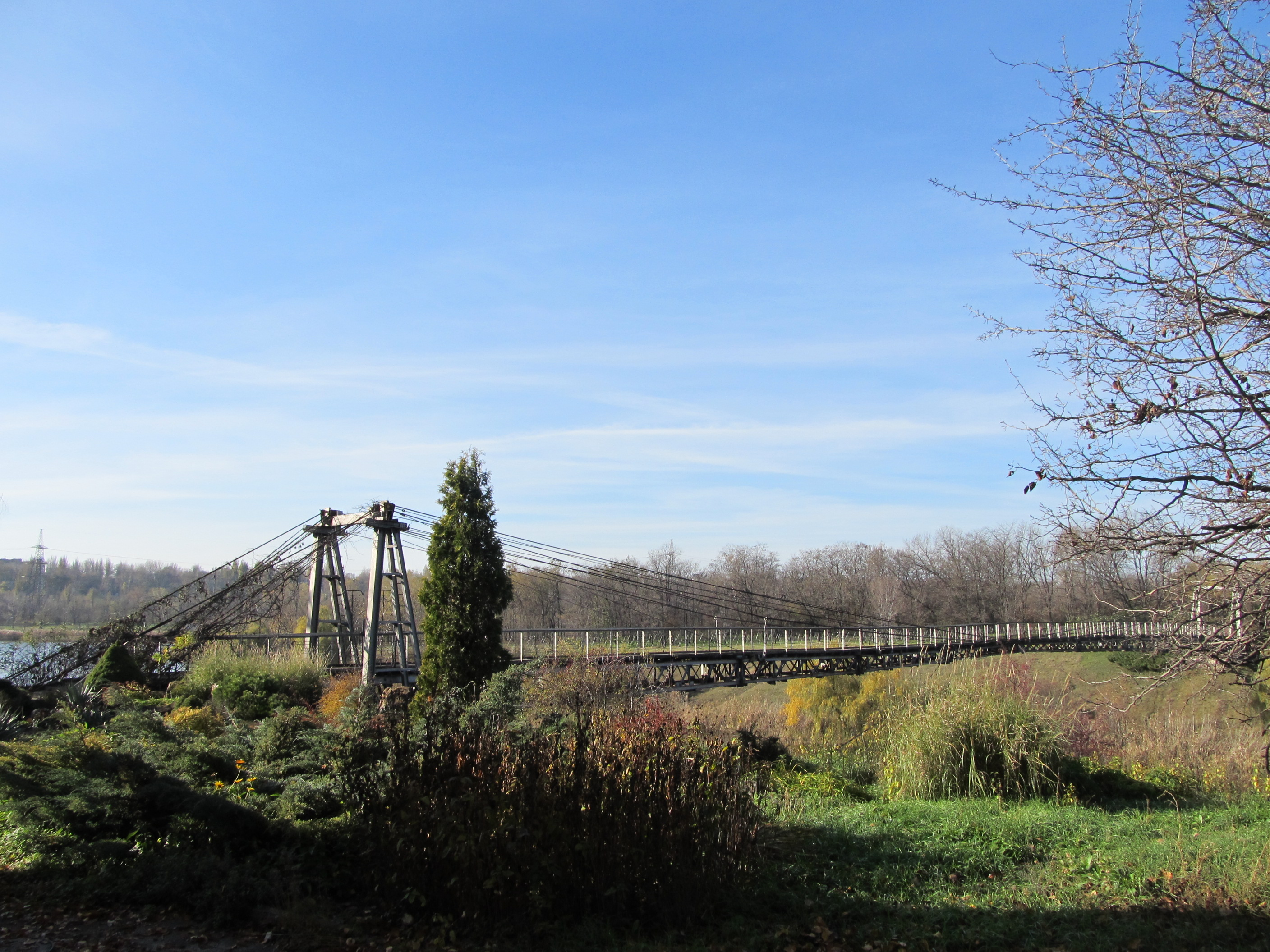
Подвесной мост
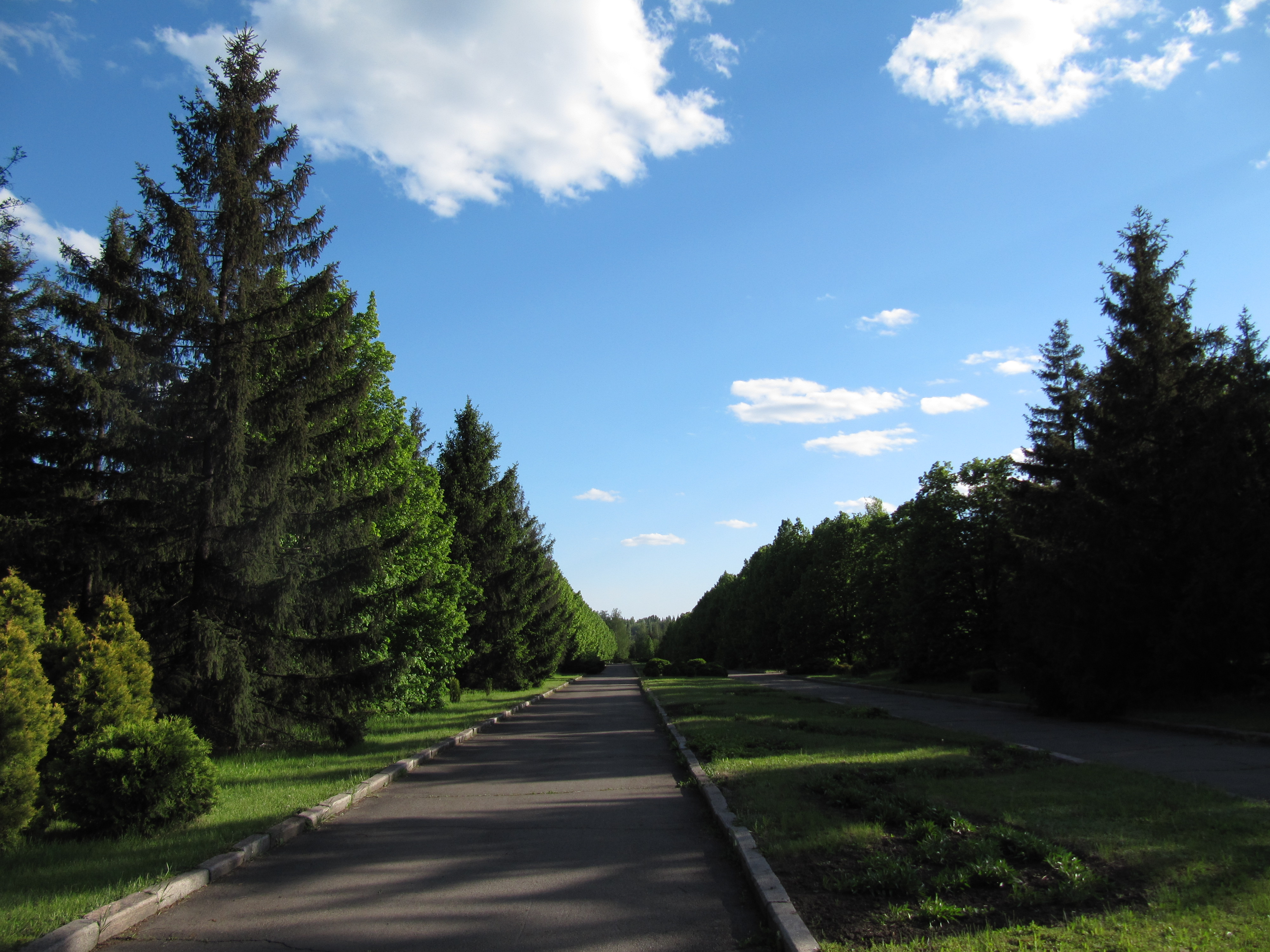
Центральная аллея
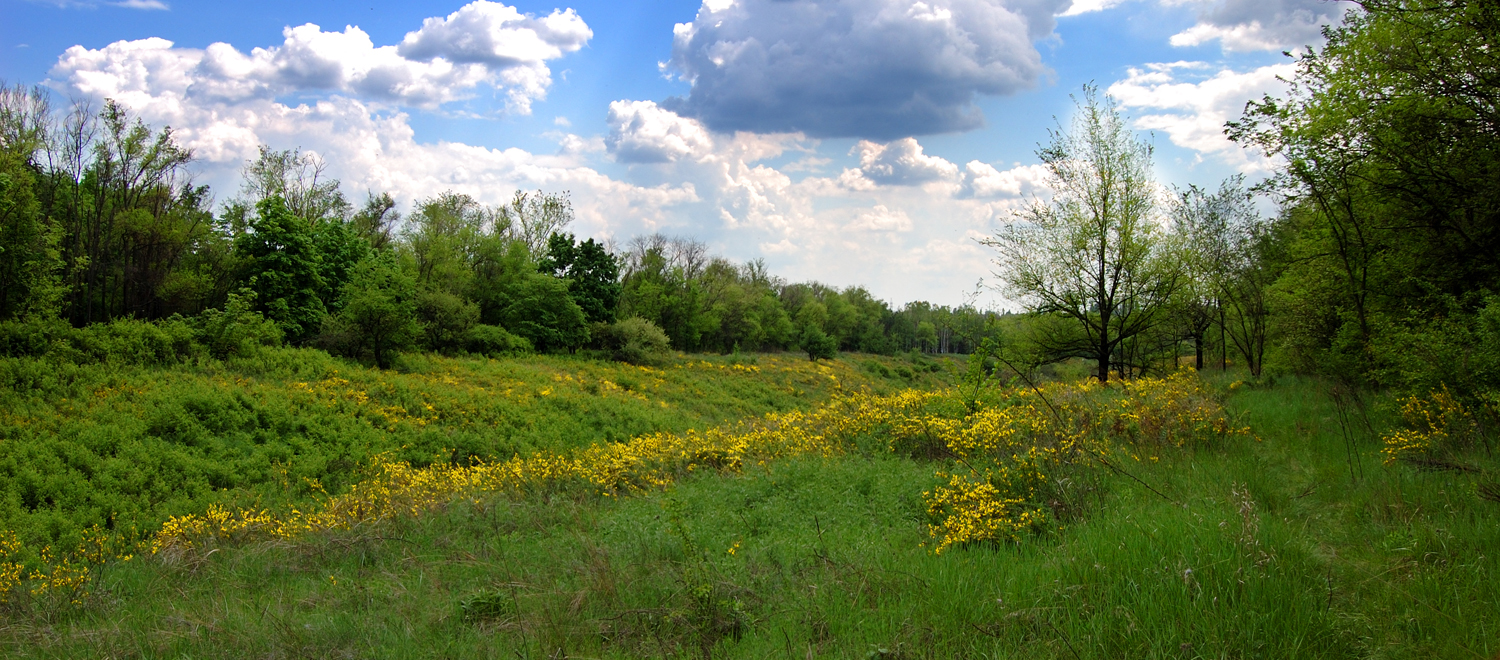
Приворотная балка
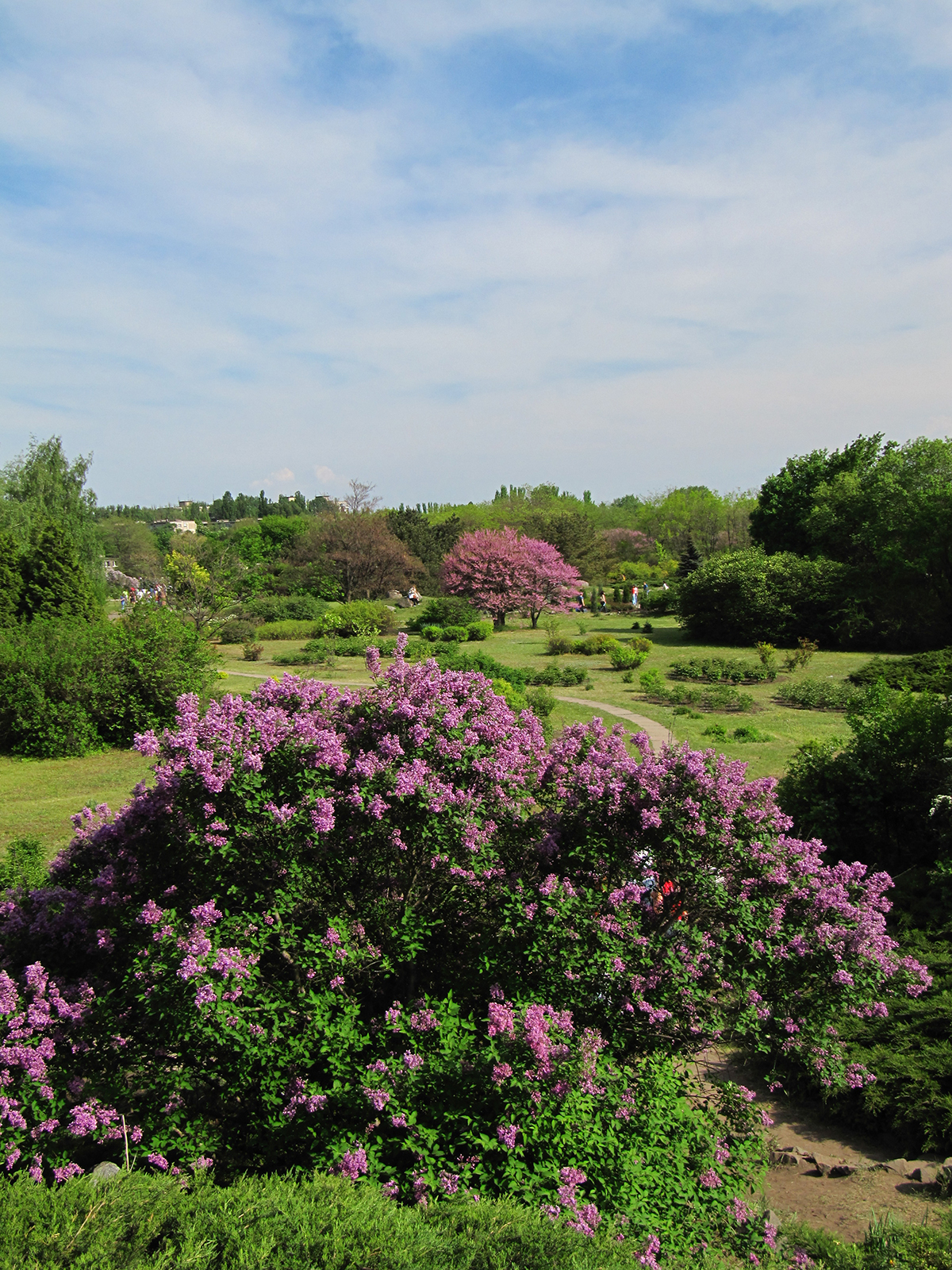
Вид с альпийской горки
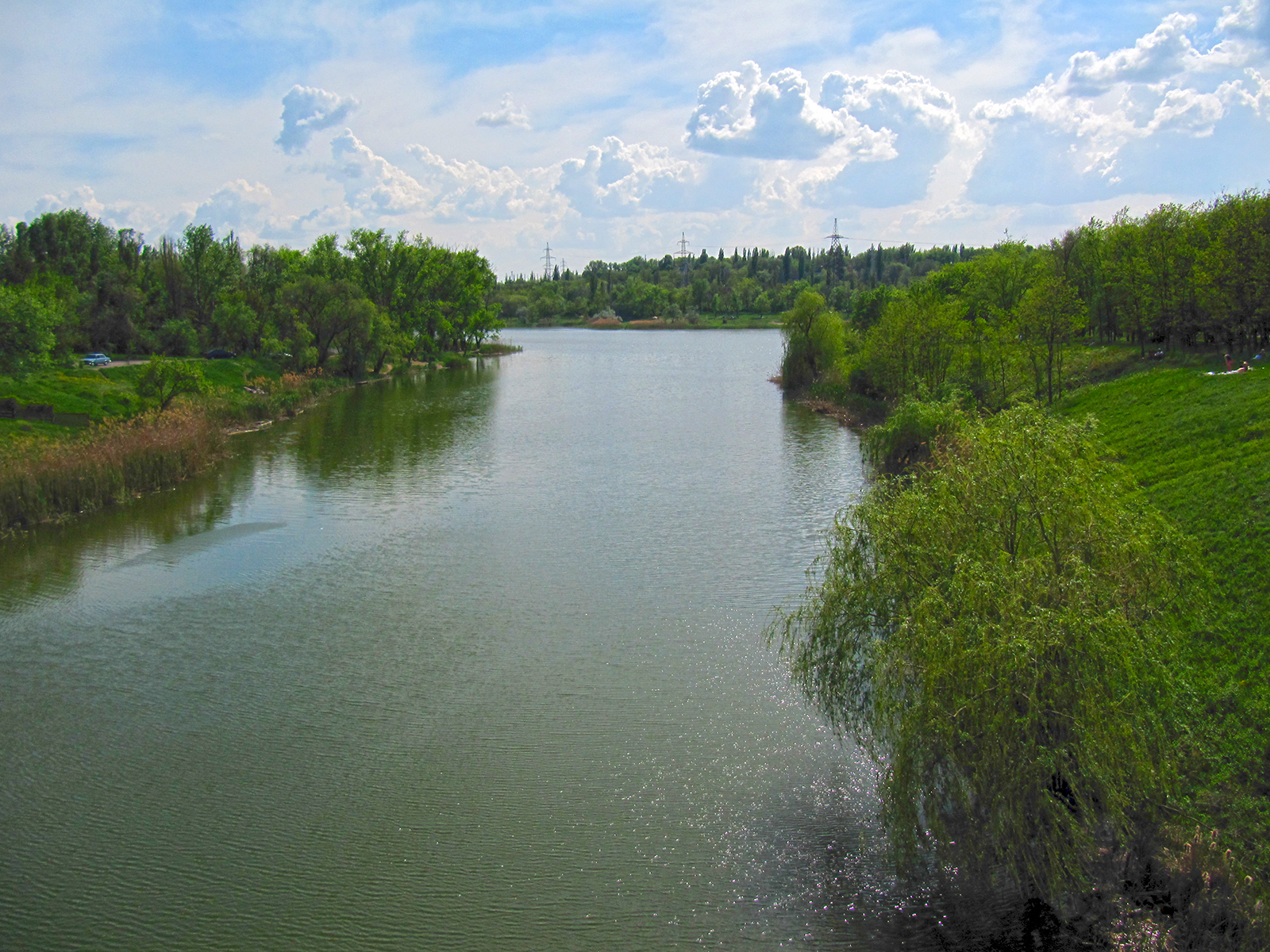
Вид с подвесного моста на юг
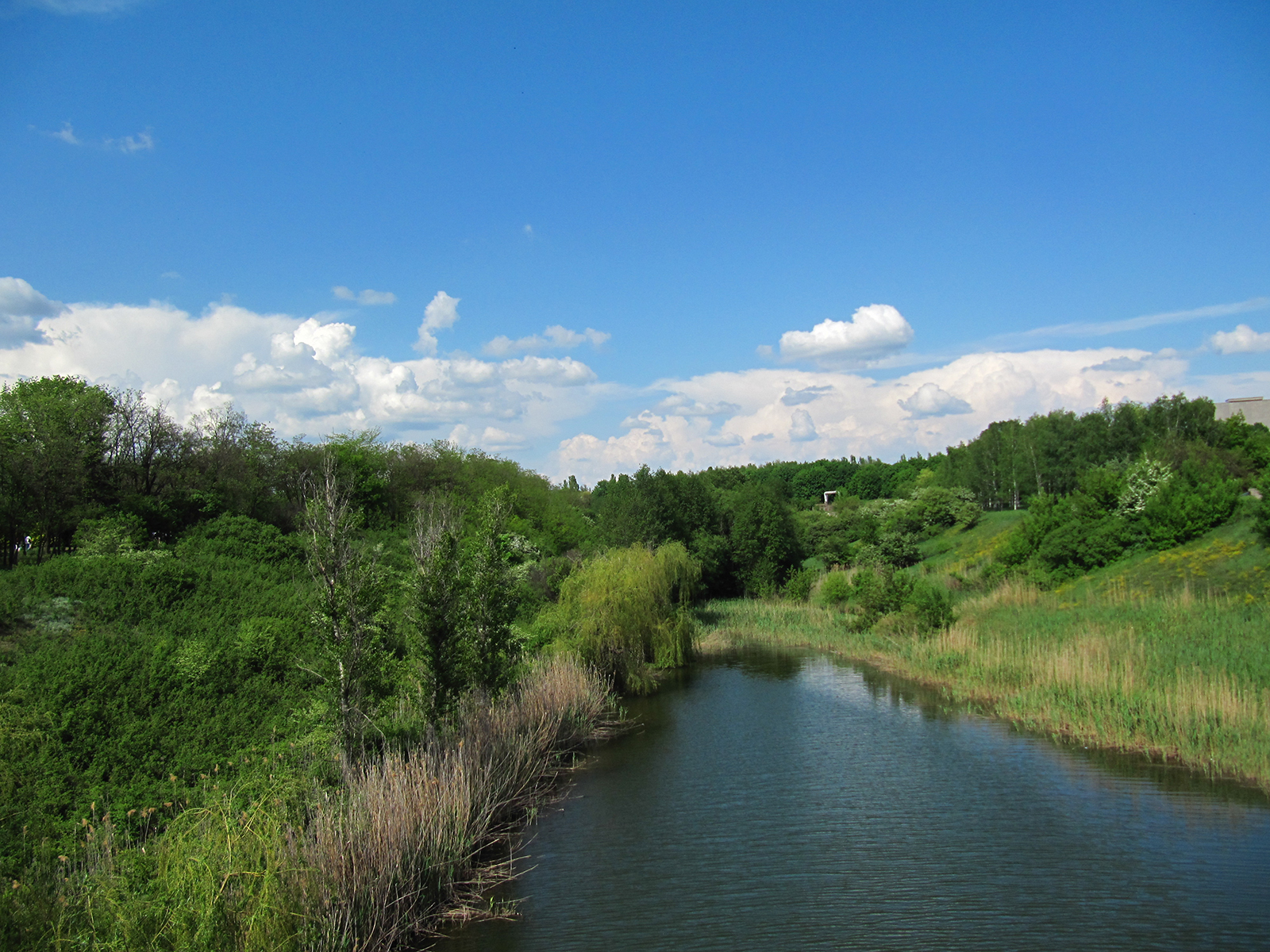
Вид с подвесного моста на север
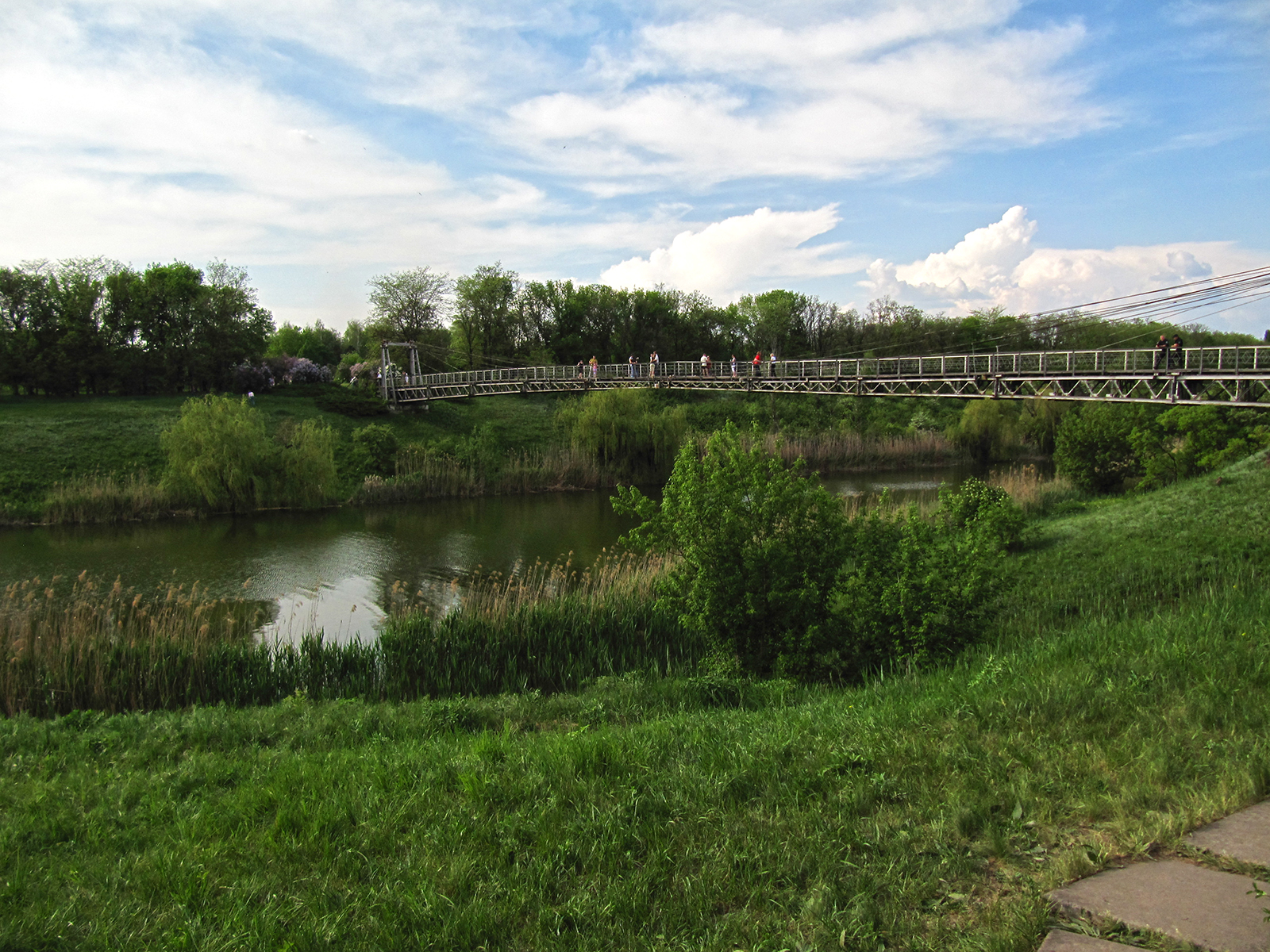
Вид на балку и мост
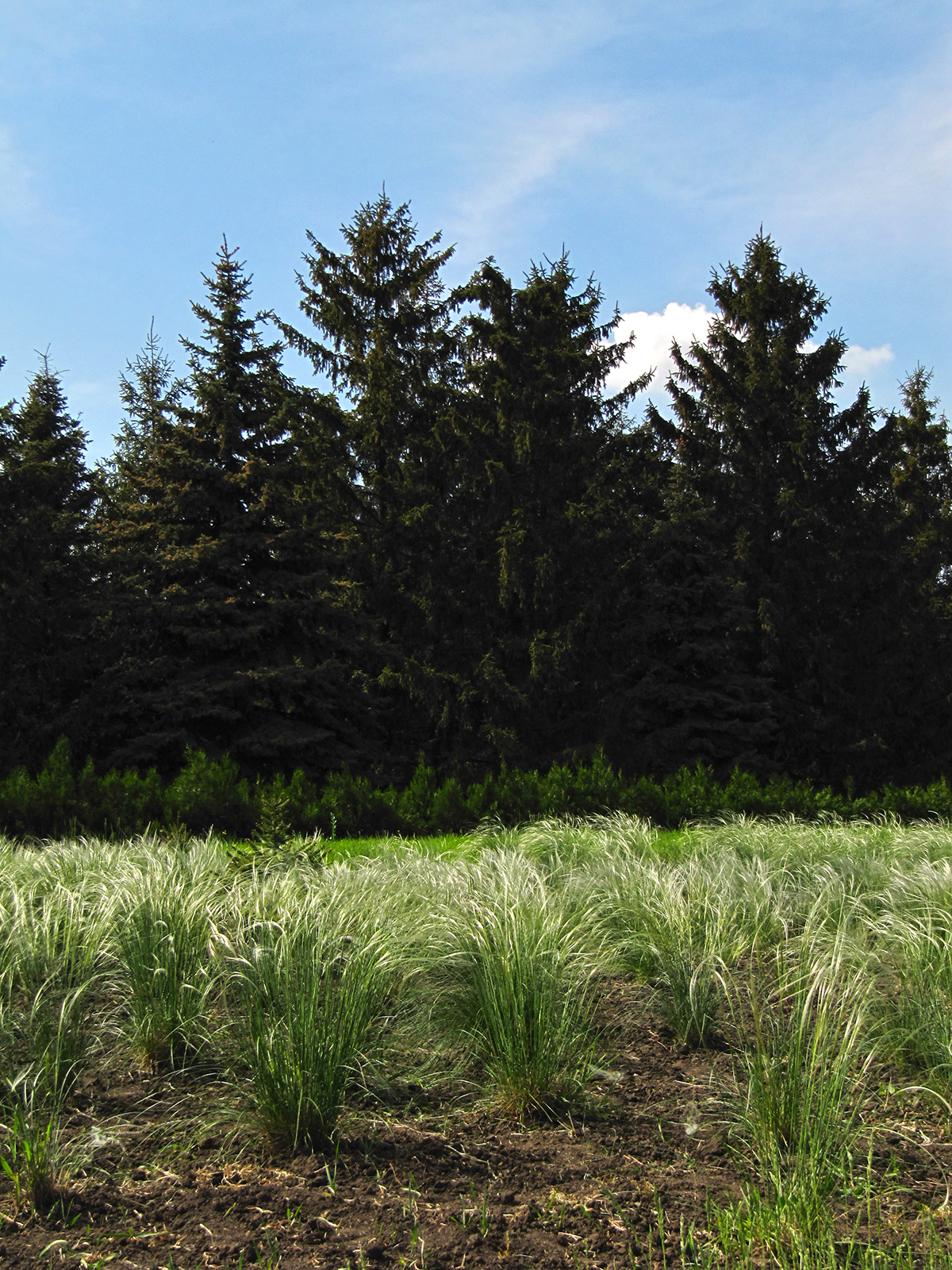
Ковыль
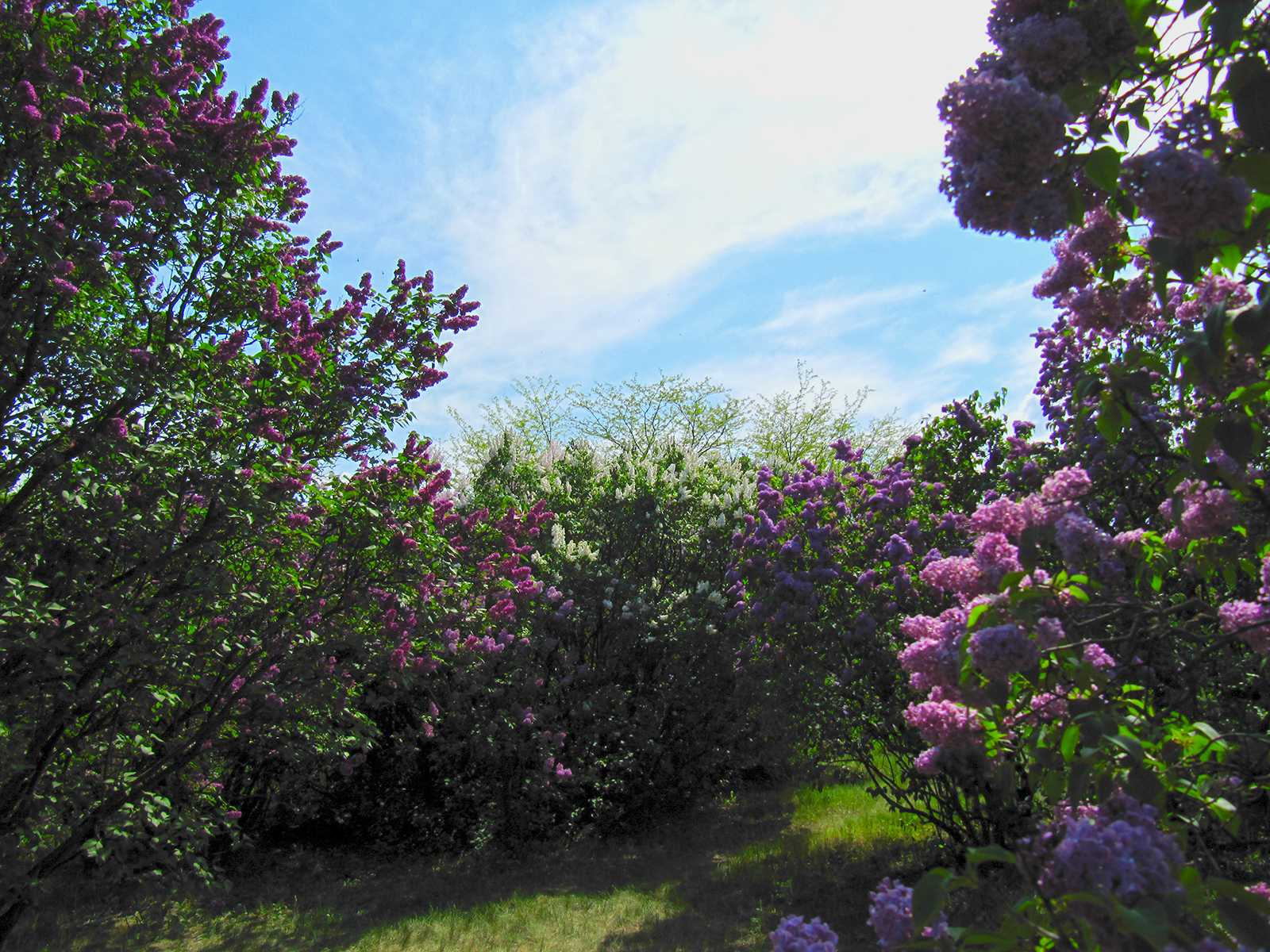
Коллекция сирени
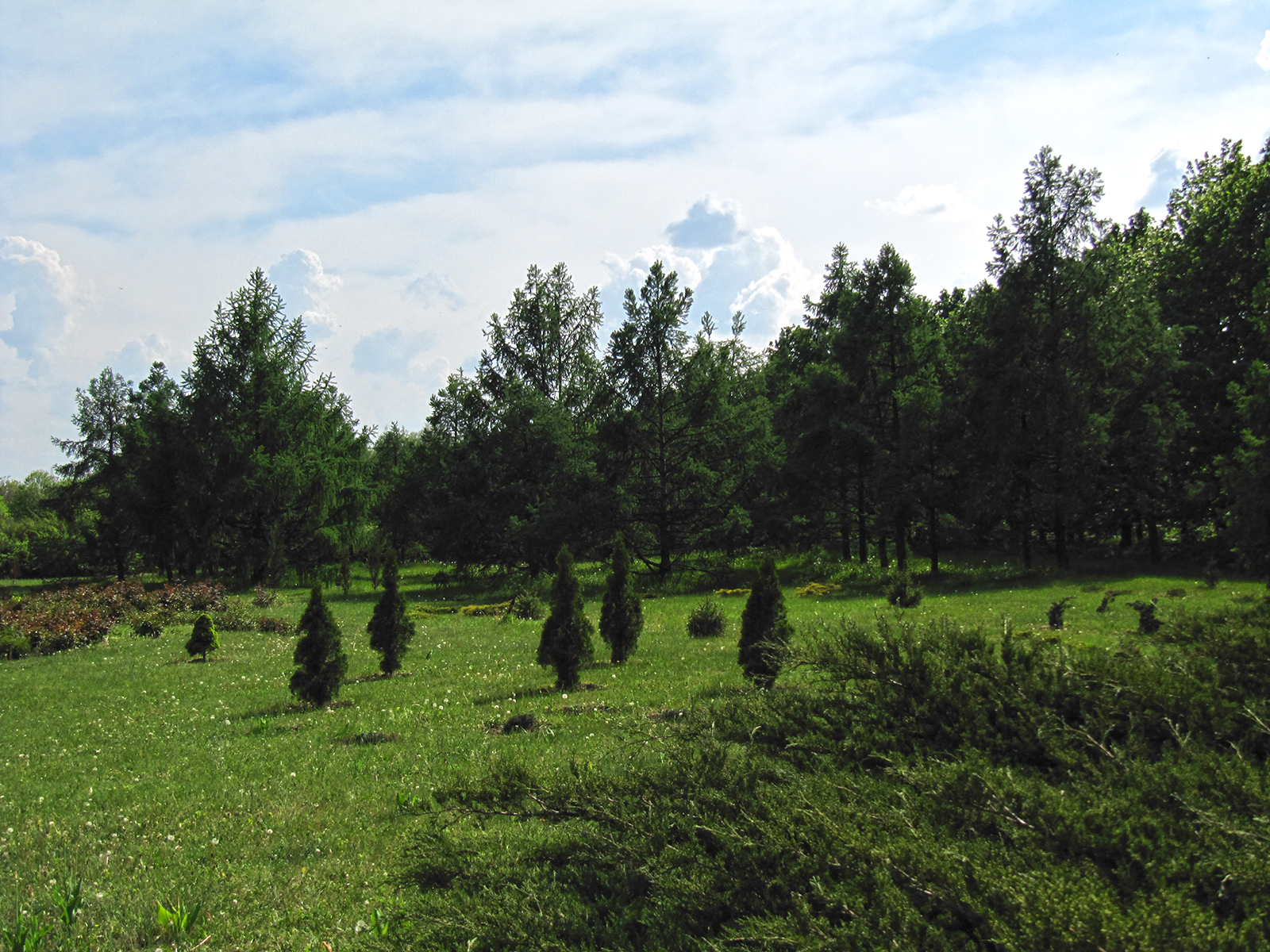
Ландшафтный дизайн
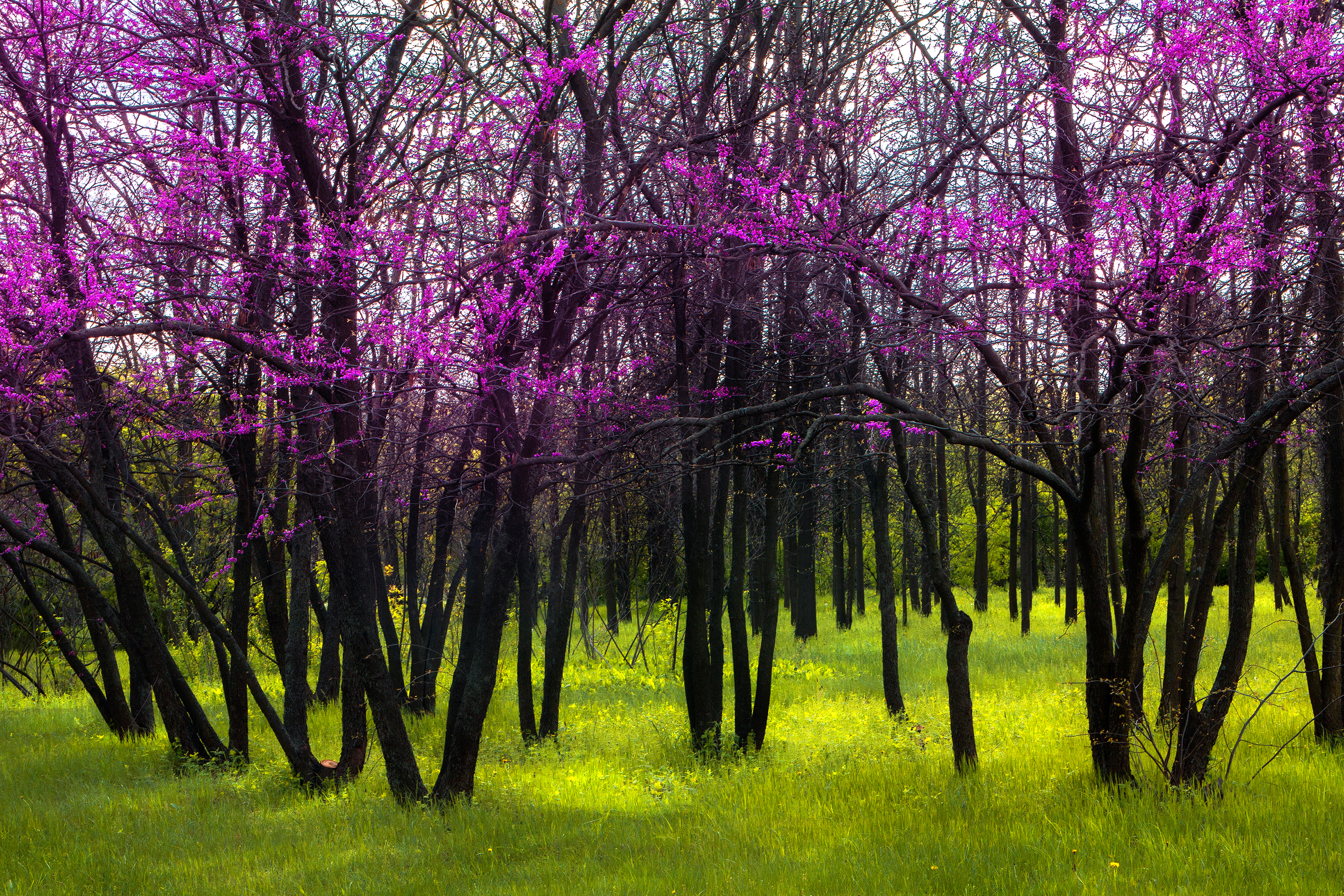
Цветущие деревья
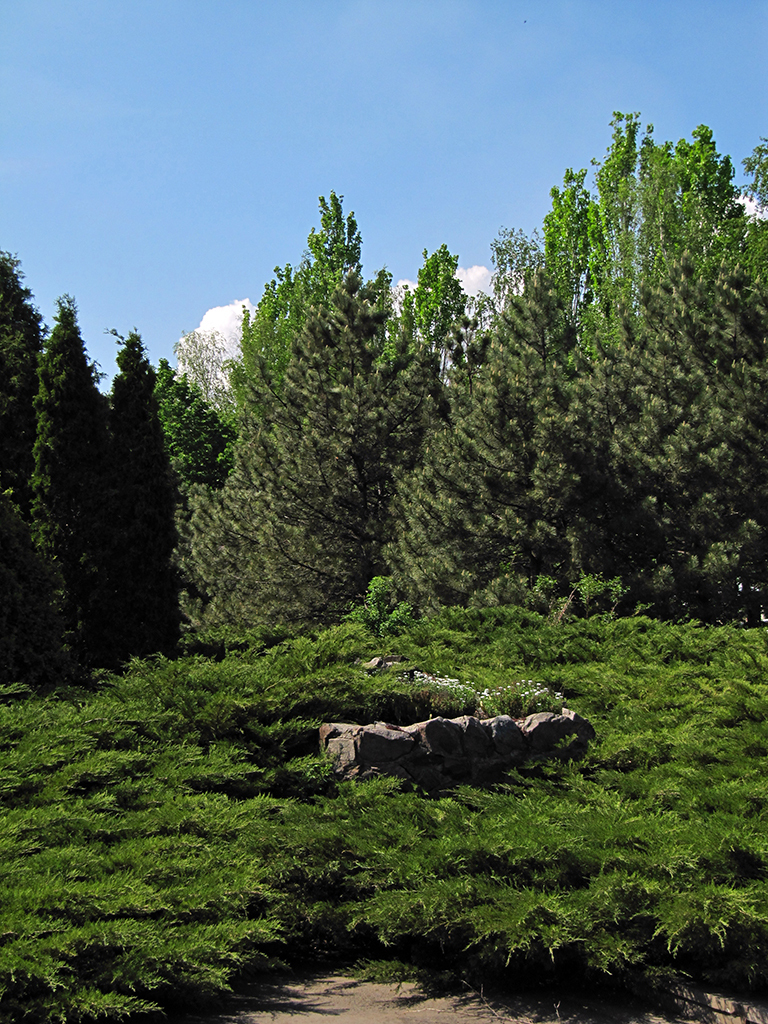
Оформление
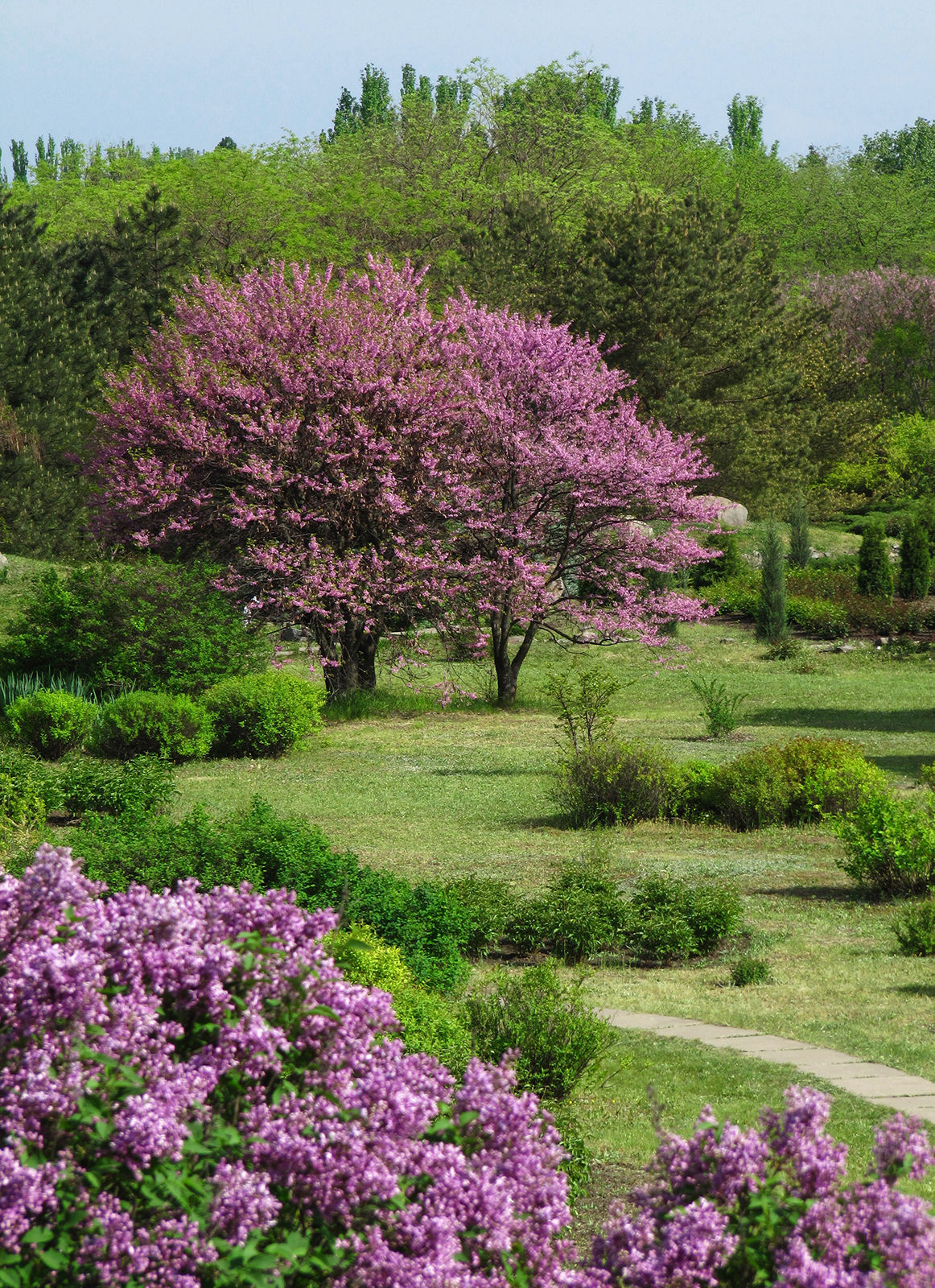
Японский мотив
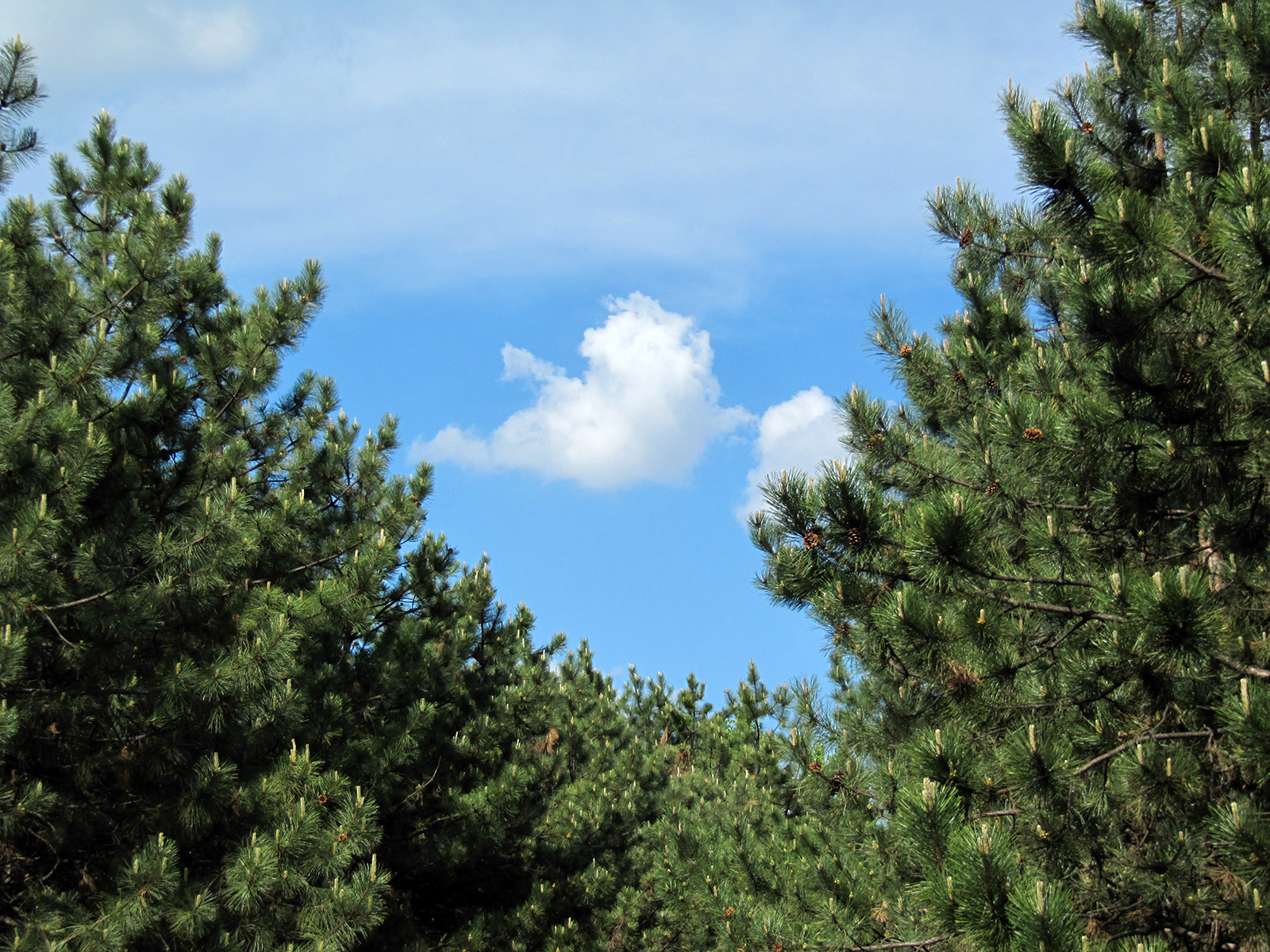
Хвойная аллея